# Venusia naparia
Venusia naparia là một loài bướm đêm trong họ Geometridae.